# 1992 en Lorraine
Chronologie de la Lorraine
- 1988
- 1989
- 1990
- 1991
- 1992
- 1993
- 1994
- 1995
- 1996

Cette page est une liste d'événements qui se sont produits durant l'année 1992 en Lorraine.

## Événements
- Jean-Luc Thiébaut, membre de l'équipe de France médaillée de bronze aux Jeux olympiques[1].
- Ouverture du Centre de culture scientifique, technique et industrielle (CCSTI), de Ventron[2], avec son musée textile des Vosges Écouter a été installé dans les murs d'un tissage construit en 1855. La visite est agrémentée de démonstrations en filature et en tissage avec machines et maquettes en fonctionnement.
- Ouverture du Centre International d'Art Verrier de Meisenthal[3].
- Fermeture de la mine de fer de Roncourt (Moselle) [4].alors sous concession de Lormines.
- Philippe Kruger et Philippe Souchal remportent le rallye de Lorraine sur une Toyota Celica[5].
- Fondation des Éditions du Camion blanc.
- Nestlé Waters, division Eaux du groupe suisse Nestlé achète Vittel.
- Le groupe Perrier et donc Contrex passent dans le giron de Nestlé[6],[7]..
- Sortie de Ville à vendre, film français réalisé par Jean-Pierre Mocky. Ce film a été tourné en Moselle : Rombas, Metz (Lycée Fabert) ; Amnéville (rue de la République ); et en Meurthe-et-Moselle : Homécourt : rue de la mine, Pharmacie centrale, Jœuf : site de l'ancienne usine sidérurgique, rue de Franchepré, café "chez Tosi".
- Tournage à Metz et Homécourt du film Ville à vendre de Jean-Pierre Mocky[8]
- Ouverture du Parc archéologique européen de Bliesbruck-Reinheim situé sur la frontière franco-allemande[9].

- 5 janvier : la flamme des Jeux olympiques d'Albertville passe à Nancy[9].
- Avril : Gérard Longuet devient président du Conseil régional de Lorraine[9]
- 6 avril : Radio France Nancy devient Radio France Nancy Lorraine.
- 13 avril : séisme de magnitude 5,6 sur l'échelle de Richter ressenti en Lorraine avec un épicentre aux Pays-Bas[10].
- 25 juin et 15 novembre : manifestations des agriculteurs lorrains contre la Politique agricole commune[9].
- Août 1992 : Anne-Marie Nonnenmacher est élue reine de la mirabelle[11].
- 27 septembre : sont élus sénateurs de Meurthe-et-Moselle : Jacques Baudot; Jean Bernadaux qui siégea parmi le groupe Union centriste jusqu'à la fin de son mandat en 2001; Claude Huriet et  Philippe Nachbar.
- 27 septembre : Rémi Herment est élu sénateur de la Meuse.
- 27 septembre : Charles Metzinger est élu sénateur de la Moselle.
- 2, 3 et 4 octobre : Festival international de géographie, à Saint-Dié-des-Vosges, sur le thème : Les nouveaux nouveaux mondes.

## Inscriptions ou classements aux titre des monuments historiques
- En Meurthe-et-Moselle : Château de la Favorite à Lunéville[12]; villa Fruhinsholz à Nancy[13]; Château de Moyen[14]; Mine du Val de Fer, bâtiment des accumulateurs à minerai du Val-de-Fer à Neuves-Maisons[15]

- En Meuse : Hôtel de ville d'Euville[16]; Château de Lisle[17]; Collège Gilles de Trèves[18]; Hôtel de l'Escale[19]; Hôtel de Florainville[20]; Hôtel de Marne[21]; Hôtel de préfecture de la Meuse[22]; Puits à Verdun, 6 rue Saint-Maur[23]

- En Moselle : Puits I  à Folschviller[24]; Carreau de Sainte-Fontaine à Saint-Avold[25]; Chapelle des Cordeliers de Sarrebourg[26]; Puits Sainte-Marthe, Stiring-Wendel, rue de l'Ingénieur-Kind[27]

## Naissances

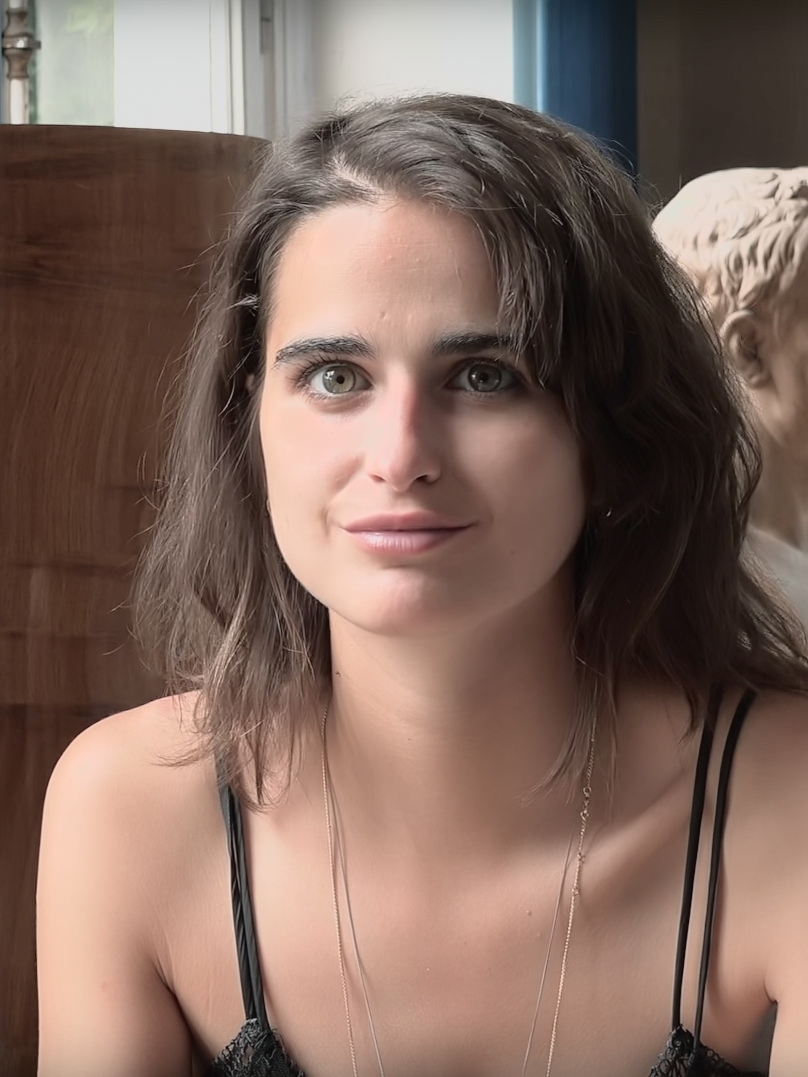
Loulou Robert.

- 15 janvier à Thionville : Mathis Keita, joueur français de basket-ball. Il évolue au poste de meneur.
- 22 janvier à Laxou : Benjamin Jeannot, footballeur français.
- 15 février à Sarrebourg : Yohan Croizet, footballeur français. Il joue au poste de milieu offensif ou d'ailier à l'Újpest FC.
- 15 avril :
  - à Épinal : Louis Lapointe, céiste français pratiquant la descente. Spécialisé dans le canoë monoplace (C1).
  - à Metz : Sabrina Abdellahi, joueuse française de handball, évoluant au poste de pivot au Yutz Handball Féminin.
- 28 mai à Laxou : Manon Fage, athlète française, spécialiste des courses de demi-fond.
- 30 mai à Mont-Saint-Martin : Logan Da Costa[28], est un karatéka français d'origine portugaise.Il est le frère de Steven  et Jessie Da Costa.
- 27 juillet à Metz : Vincent Pourchot, joueur français de basket-ball, évoluant au poste de pivot. Il est également connu pour ses vidéos sur le réseau social Tiktok.
- 7 août à Metz : Adrien Backscheider, fondeur français.
- 15 août à Remiremont : Thomas Delacourt, tireur sportif français, membre de la société de tir de Nancy (2019 et suivantes).
- 12 novembre à Saint-Dié-des-Vosges : Tommy Ghezala, joueur français de basket-ball. Il évolue au poste de meneur.
- 1er décembre
  - à Hayange : Quentin Bigot, athlète français, spécialiste du lancer du marteau et conseiller municipal de la ville de Gandrange.
  - à Thionville : Anthony Ustaritz[29], arbitre français de football.
- 11 décembre à Metz : Loulou Robert[30], mannequin et écrivaine française.
- 29 décembre à Verdun : Théophile Onfroy, rameur français[31]. Il est le frère de Valentin Onfroy.

## Décès
- 17 mai à Metz : Albert Eiselé (1913-1992) est un avocat français[32] connu pour avoir été l'auteur de nombreux articles sur le patrimoine lorrain.
- 5 novembre à Nancy : René Roblot, juriste français, né le 28 octobre 1913 à Rouvray[33], spécialiste de droit commercial[34].
- 6 novembre à Varangéville : Charles Clavel, né le 19 mars 1902 à Malzéville , résistant avec le grade de lieutenant des FFI de Lorraine. Il a été maire de Varangéville et a occupé plusieurs fonctions d'administrateur dans le social et le politique.